# Empis captus
Empis captus är en tvåvingeart som beskrevs av Daniel William Coquillett 1895. Empis captus ingår i släktet Empis och familjen dansflugor. Inga underarter finns listade i Catalogue of Life.